# نيكولا بلاكوود
نيكولا كلير بلاكوود (16 تشرين الأول عام 1979-)، هي سياسية بريطانية معروفة ببارونة شمال أكسفورد تنتمي الى حزب المحافظين، كانت عضوًا في البرلمان عن أكسفورد وابيندقون من عام  2010 إلى عام 2017، وتعرف أيضا باسم نيكولا بلاكوود بايت بعد زواجها منذ عام 2016.

## طفولتها وتعليمها
ولدت بلاك وود في جوهانسبرغ في جنوب إفريقيا ولكنها عاشت في المملكة المتحدة منذ ان كان عمرها شهرين وهي ابنة لطبيب وممرضة. اعطيَت بلاك وود نايًا (آلة موسيقية) عندما كانت في السادسة من عمرها مما جعلها تهتم بالموسيقى  لفترة طويلة من حياتها كما تعلمت فيما بعد الغناء والعزف على البيانو، في سن الرابعة عشر بدأت الدراسة في مدرسة ترينيتي للموسيقى وثم فيما بعد درست الموسيقى في الجامعة . درست الموسيقى في كلية سينت آن / اكسفورد، وكلية سومرفيل / أكسفورد . ثم حصلت على درجة الماجستير في تاريخ الموسيقى من كلية ايمانويل في جامعة كامبردج .

## حياتها المهنية

### المناصب التي شغلتها
- وكيل وزارة الخارجية للشؤون البرلمانية، شغلت  المنصب من 10/1/2019 إلى 13/2/2020 .
- وكيل الوزارة الخارجية  للتعاون والصحة العامة شغلت المنصب من 14/7/2016 إلى 9/6/2017
- رئيسة اللجنة المنتخبة للعلوم والتكنولوجيا حيث شغلت هذا المنصب من 18/6/2015 إلى 14/7/2016
- عضو مجلس الاعيان (اللوردات ) لورد مؤقت
- عضو برلمان عن غرب أكسفورد وابندقن

### مسيرتها السياسية
تم اختيار بلاك وود كمرشحة برلمانية متوقعة لحزب المحافظين في الانتخابات الأولية ( الافتتاحية ) في 13/11/2006, ويعتقد ان التغيرات الحدودية التي أثرت في عام 2010 هي التي اعطت الافضلية للمحافظين ويضاف إلى ذلك 8000 ناخب من المدن (ويشمل هذا العدد الكثير من الطلاب) الذين تم نقلهم إلى الدائرة الانتخابية في شرق اكسفورد كما تم إضافة ناخبين من القرى .
وقد فازت بلاك وود بالمقعد في الانتخابات العامة عام 2010  بـ 176 صوت بنسبة 6,9 % مسددة ضريبة من المحافظين إلى الديمقراطيين الليبراليين وفي نهاية عام 2010 انتخبت للخدمة في لجنة الشؤون الداخلية وكانت سكرتيرة لمجموعة كل  الأحزاب البرلمانية  للتنمية الخارجية ، كذلك كانت عضوا بلجنة  حقوق الإنسان في حزب المحافظين بالإضافة إلى توليها منصبا (موقعا) في مجلس المستشارين وهو جمعية خيرية تبحث عن دعم للمتقاعدين في زيمبابوي . 
كذلك تم انتخابها كعضو في البرلمان في انتخابات عام 2010 بأغلبية 176 صوت ملحقة الهزيمة بالديمقراطيين الليبراليين الذين شغلوا المقعد من عام 1997 وفي عام 2017 خسرت المقعد لصالح الديمقراطيين الليبراليين الذين استعادوا المعقد لصالحهم وذلك بفوزهم باغلبية 816.  
وفي فترة وجودها كعضو في البرلمان ترأست لجنة العلوم والتكنلوجيا المختارة وذلك في فترة الرئاسة الثانية لكاميرون وشغلت كذلك منصب نائب وزير صحة خلال الرئاسة الأولى لتيريزا ماي .
وفي 10/1/2019 عينت بلاك وود لتحل محل اوشوغنيسي كنائبة وزير تعاون في قسم العناية الصحية والاجتماعية للخدمة في مجلس الأعيان (اللوردات) تحت مسمى رسمي كسكرتيرة - وكيل وزارة الخارجية للصحة.
قدمت بلاك وود استقالتها من منصبها الوزاري في مجلس الأعيان (اللوردات) في شباط 2020 لرئيس الوزراء بوريس جونسون للتفرغ لعائلتها .
ولقد قامت بلاك وود بالتصويت ضد الزواج المثلي في عام 2013 بعدما ان اشارت إلى الكثير من الطلاب والناخبين انها كانت ستدعم الموضوع مما أدى إلى انتقادها من قبل اتحاد طلبة جامعة أكسفورد وقالت بلاك وود أنها قامت بالتصويت ضد مسودة مشروع القانون النهائية لانها لم تكن راضية عن الحماية الممنوحة للحريات الدينية .
وقد احتفظت بلاك وود بمقعدها بالانتخابات العامة عام 2015 باغلبية 9582  والسبب في ذلك كان التغير الكبير في الأصوات ضد الديمقراطيين الليبراليين .
وفي عام 2015 انتقد الطلاب الناشطين بلاك وود لدعمها لصيد الثعالب حيث قامت فيما بعد بالمصادقة ودعم الموافقة على التصويت لمجموعة الصيد المحترف بدعم من حملتها الانتخابية خلال الانتخابات العامة عام  2015
وفي حزيران 2015 تم انتخاب بلاك وود لرئاسة لجنة العلوم والتكنولوجيا المختارة وكانت سكرتيرة الشؤون البرلمانية في قسم الصحة من تموز 2016 إلى أيار 2017 .  
وفي عام 2017 خسرت مقعدها لصالح المرشحة الديمقراطية ليلى موران التي فازت بأغلبية 816، وترأست سلطة الأنسجة البشرية عام  2018 
وفي 1 شباط عام 2019 منحت لقب بارونة لشمال أكسفورد وعلى مدى الحياة (بارونة دائمة).
كانت لفترة وجيزة أصغر عضو في مجلس الأعيان (اللوردات) حتى قدوم اللورد رافيسفيلد كعضو أصغر في المجلس عام  2019. كما تم تعين بلاك وود كرئيسة للجينوميات في بريطانيا في أيارعام 2020 والتي أدارت 100000 مشروع جينوميتي.

## حياتها الشخصية
بلاك وود هي عضو في الزمالة المسيحية المحافظة منذ عام 2005 وهي متعبدة منتظمة في كنيسة سينت الديت في أكسفورد .
وفي عام 2015 قالت بلاك وود أنه تم تشخيصها بانها تعاني من متلازمة اهليرز دانلوز الجينية في عام 2013 وتم تشخيصها لاحقا بمرافقتها لحالة ثانوية من متلازمة تسارع معدل ضربات القلب الانتصابي والتي تسبب الصداع النصفي المزمن والتي تتعالج منه بأخذ 32 حقنة بالرأس كل 10- 12 أسبوع , وذكرت بلاك وود أن حالتها الصحية لم تؤثر على أدائها كعضو في البرلمان.
وعلى الرغم من الاعتقاد أن هذه المتلازمة هي السبب في حالة الإغماء التي تعرضت لها خلال القائها لكلمة في مجلس الأعيان في الحقيبة الدبلماسية في 17/6/2019 على الرغم من قولها فيما بعد أن ذلك لم يكن بالأمر البالغ الاهمية . تزوجت بلاك وود من بول بيت المؤسس والمدير التنفيذي لماتربورن الاستثمارية في أيلول 2016, بيت هو عضو في نادي فينسنت في أكسفورد.